# ÖVP-Parlamentsklub

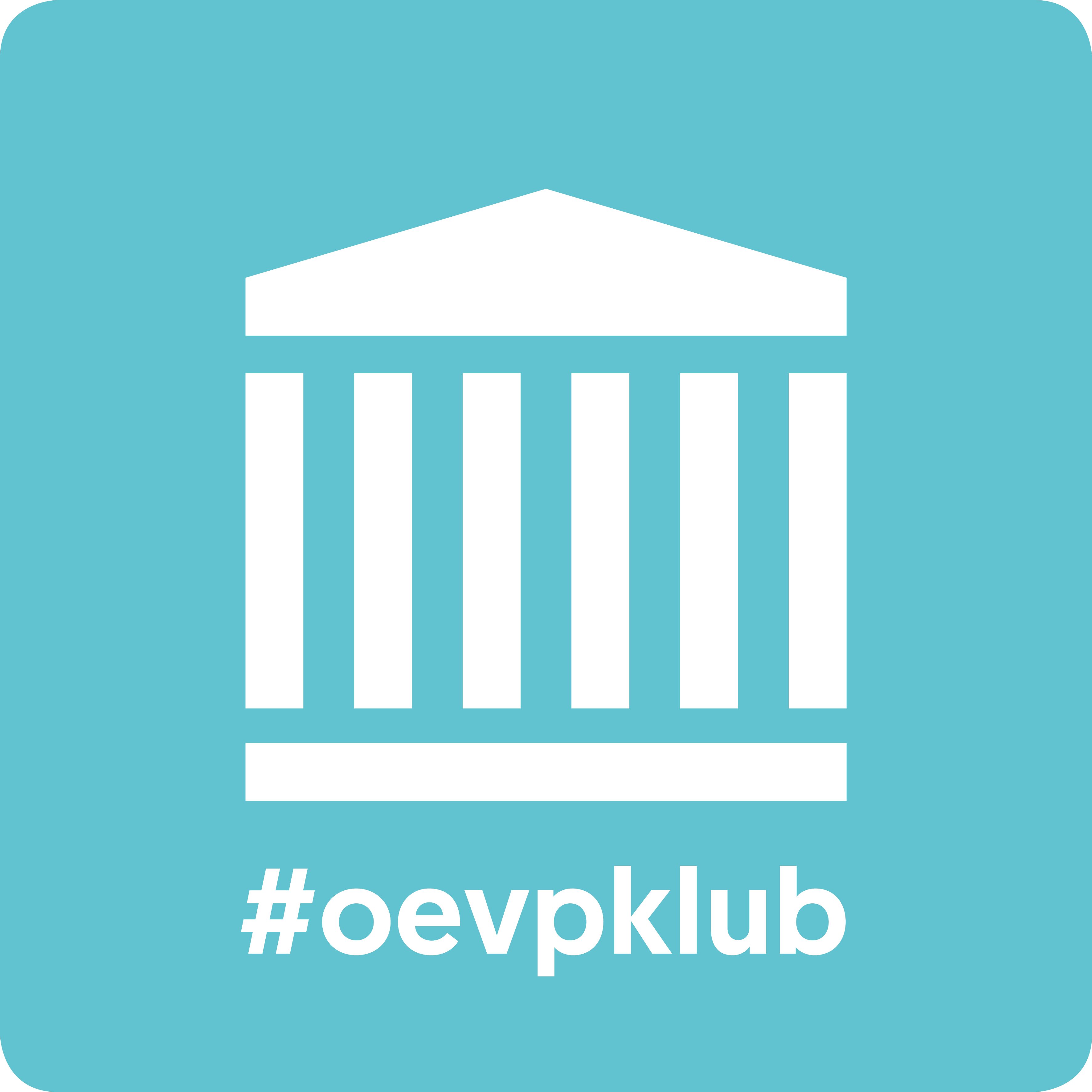
Logo der ÖVP-Parlamentsklubs

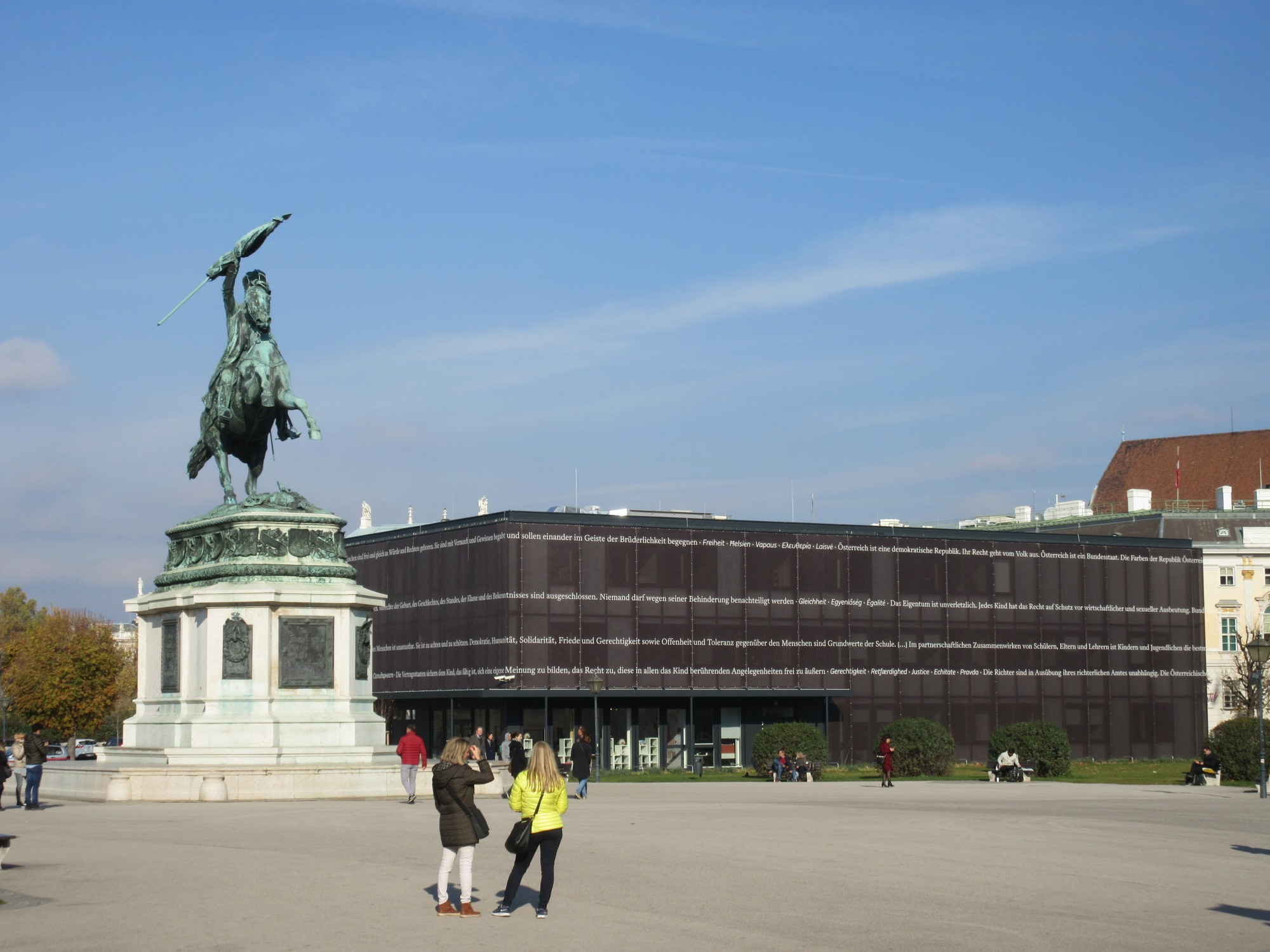
Provisorisches Gebäude auf dem Heldenplatz in Wien; hier sind während der Umbauarbeiten im Parlamentsgebäude die Büros der Klubs untergebracht

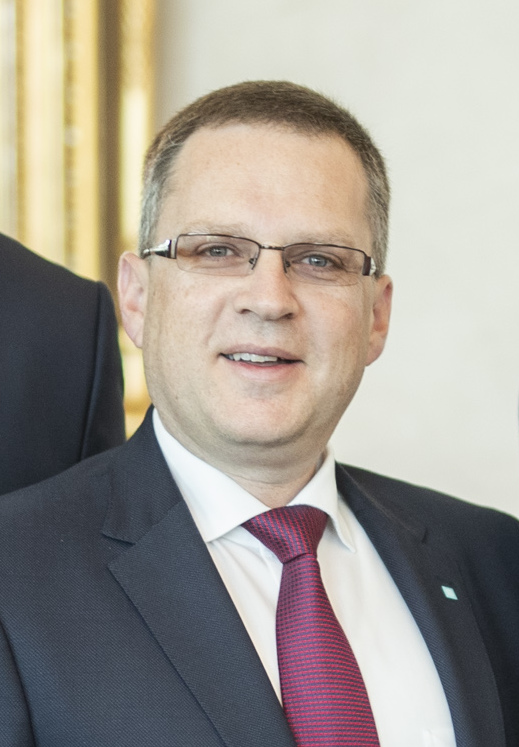
Klubobmann August Wöginger

Der ÖVP-Parlamentsklub (amtlich Parlamentsklub der Österreichischen Volkspartei) ist seit dem Beginn der XXVIII. Gesetzgebungsperiode der zweit mitgliederstärkste Klub im österreichischen Nationalrat. Bei der Nationalratswahl 2024 wurden über die Liste Karl Nehammer - Die Volkspartei 51 ÖVP-Klubmitglieder in den Nationalrat gewählt. Aktueller Klubobmann ist August Wöginger. Zudem gehört der zweite Nationalratspräsident Peter Haubner dem Klub an.

## Personelles
2017
Nach der Konstituierung des neu gewählten Nationalrates am 9. November 2017 wurde zuerst Sebastian Kurz zum Klubobmann und Elisabeth Köstinger zur Präsidentin des Nationalrates gewählt. Am 19. Dezember 2017 wurde August Wöginger neuer Klubobmann und am 20. Dezember Wolfgang Sobotka neuer Nationalratspräsident.
2018
Am 5. September 2018 wurde Efgani Dönmez aus dem Klub ausgeschlossen, damit sank die Mitgliederzahl von 62 auf 61 Mitglieder.
2019
Nach der Nationalratswahl 2019 wählte der ÖVP-Klub vor Beginn der XXVII. Gesetzgebungsperiode am 22. Oktober 2019 Sebastian Kurz zum Klubobmann. August Wöginger wurde zum ersten stellvertretenden Klubchef bestimmt, Wolfgang Sobotka wurde als Nationalratspräsident nominiert. Zu weiteren Klubobmann-Stellvertreter gewählt wurden Peter Haubner, Georg Strasser, Michael Hammer, Elisabeth Köstinger, Angelika Winzig, Gaby Schwarz und Karl Bader.
2020
Vor der Bildung der Bundesregierung Kurz II wurde am 3. Jänner 2020 erneut August Wöginger zum Klubobmann gewählt.
2021
Nach Bekanntwerden der ÖVP-Korruptionsaffäre und Angelobung von Alexander Schallenberg als Bundeskanzler der Bundesregierung Schallenberg am 11. Oktober 2021 wurde Sebastian Kurz zum Klubchef und August Wöginger zum ersten Klubobmann-Stellvertreter gewählt. Mit dem Rückzug aus der Politik hat Klubobmann Kurz angekündigt, sein Amt wieder an August Wöginger zu übertragen, welcher dieses Amt bereits von 2017 bis 2019 und von 2020 bis 2021 innehatte.
2024
Nach der Konstituierung des neu gewählten Nationalrates am 24. Oktober 2024 wurde Karl Nehammer zum neuen Klubobmann und August Wöginger zum geschäftsführenden Klubobmann gewählt. Peter Haubner wurde zum zweiten Nationalratspräsidenten gewählt.
2025
Nach dem Rückzug von Bundeskanzler Karl Nehammer aus der Politik, wurde der Klubobmann der letzten Legislaturperiode, August Wöginger, wieder zum Klubobmann gewählt. Claudia Plakolm übernimmt Nehammers Sitz von der Bundesliste. Nachrückerin aus dem Regionalwahlkreis Mühlviertel ist Johanna Jachs.

### Klubobleute
| Name                 | Bild | von  | bis  |
| -------------------- | ---- | ---- | ---- |
| Julius Raab          |      | 1945 | 1953 |
| Alfred Maleta        |      | 1953 | 1962 |
| Felix Hurdes         |      | 1962 | 1966 |
| Hermann Withalm      |      | 1966 | 1970 |
| Stephan Koren        |      | 1970 | 1978 |
| Josef Taus           |      | 1978 | 1979 |
| Alois Mock           |      | 1979 | 1987 |
| Friedrich König      |      | 1987 | 1990 |
| Heinrich Neisser     |      | 1990 | 1994 |
| Andreas Khol         |      | 1994 | 1999 |
| Wolfgang Schüssel    |      | 1999 | 2000 |
| Andreas Khol         |      | 2000 | 2002 |
| Wolfgang Schüssel    |      | 2002 | 2003 |
| Wilhelm Molterer     |      | 2003 | 2006 |
| Wolfgang Schüssel    |      | 2006 | 2008 |
| Josef Pröll          |      | 2008 | 2008 |
| Karlheinz Kopf       |      | 2008 | 2013 |
| Michael Spindelegger |      | 2013 | 2013 |
| Reinhold Lopatka     |      | 2013 | 2017 |
| Sebastian Kurz       |      | 2017 | 2017 |
| August Wöginger      |      | 2017 | 2019 |
| Sebastian Kurz       |      | 2019 | 2020 |
| August Wöginger      |      | 2020 | 2021 |
| Sebastian Kurz       |      | 2021 | 2021 |
| August Wöginger      |      | 2021 | 2024 |
| Karl Nehammer        |      | 2024 | 2025 |
| August Wöginger      |      | 2025 |      |

### Aktuelle Leitung des Klubs
Aktueller Klubobmann ist August Wöginger. Die Stellvertreter sind Kurt Egger, Georg Strasser, Michael Hammer, Juliane Bogner-Strauß, Harald Himmer und Angelika Winzig. Klubdirektor ist Martin Falb.

### Bereichssprecher
Die Bereichssprecher des Parlamentsklubs der ÖVP in der XXVIII. Gesetzgebungsperiode:
| Bereich                                         | Bereichssprecher         |
| ----------------------------------------------- | ------------------------ |
| Arbeit und Soziales                             | August Wöginger          |
| Bildung                                         | Nico Marchetti           |
| Budget                                          | Andreas Hanger           |
| Energie                                         | Tanja Graf               |
| Europa- und Außenpolitik                        | Karoline Edtstadler      |
| Familie                                         | Johanna Jachs            |
| Finanzen                                        | Andreas Ottenschläger    |
| Föderalismus                                    | Harald Himmer            |
| Forschung, Digitalisierung, Telekommunikation   | Carmen Jeitler-Cincelli  |
| Gemeinden                                       | Manfred Hofinger         |
| Gesundheit, Frauen                              | Juliane Bogner-Strauß    |
| Internationale Entwicklung, EZA, Menschenrechte | Gudrun Kugler            |
| Jugend, Ehrenamt, Gemeinnützigkeit              | Klaus Lindinger          |
| Justiz                                          | Klaus Fürlinger          |
| Konsumentenschutz                               | Andreas Kühberger        |
| Kunst und Kultur                                | Laurenz Pöttinger        |
| Landesverteidigung und Katastrophenschutz       | Fritz Ofenauer           |
| Landwirtschaft                                  | Georg Strasser           |
| Medien                                          | Kurt Egger               |
| Menschen mit Behinderung - Inklusion            | Heike Eder               |
| Öffentlicher Dienst                             | Romana Deckenbacher      |
| Petitionen und Bürgerinitiativen                | Irene Neumann-Hartberger |
| Rechnungshof                                    | Harald Servus            |
| Senioren                                        | Ingrid Korosec           |
| Sicherheit, Integration, Migration              | Ernst Gödl               |
| Sport                                           | Christoph Zarits         |
| Südtirol                                        | Josef Hechenberger       |
| Tierschutz                                      | Josef Hechenberger       |
| Tourismus                                       | Gabriel Obernosterer     |
| Umwelt und Klimaschutz                          | Carina Reiter            |
| Verfassung                                      | Wolfgang Gerstl          |
| Verkehr                                         | Joachim Schnabel         |
| Vertriebene, Volksgruppen                       | Agnes Totter             |
| Volksanwaltschaft                               | Martina Diesner-Wais     |
| Wirtschaft und Industrie                        | Kurt Egger               |
| Wissenschaft                                    | Rudolf Taschner          |
| Wohnen und Bauten                               | Norbert Sieber           |
| Zivildienst, Lehrlinge                          | Lukas Brandweiner        |

(Stand: 5. März 2025)

## Büros
Die ÖVP-Büros des Klubs und der Abgeordneten sind direkt im Parlament beziehungsweise in der Wiener Reichsratsstraße.